# Multiplicity
Multiplicity (bra: Eu, Minha Mulher e Minhas Cópias; prt: Os Meus Duplos, a Minha Mulher e Eu) é um filme de comédia de ficção científica estadunidense de 1996, dirigido por Harold Ramis, com roteiro de Chris Miller, Mary Hale, Lowell Ganz e Babaloo Mandel baseado num conto de Chris Miller.
O filme não foi muito bem de bilheteria, arrecadando 21 milhões de dólares, menos que a metade de seu orçamento de 45 milhões de dólares. As críticas foram na maior parte negativas e a média das notas no site Rotten Tomatoes ficou por volta de 44%.

## Sinopse
Doug Kinney é um trabalhador da construção civil em Los Angeles extremamente atarefado sem tempo para estar com a família, a esposa Laura e os dois filhos pequenos. Numa reforma de um prédio com instalações científicas, ele conhece o Dr. Leeds, um cientista amigável que se oferece para ajudá-lo a resolver os problemas de falta de tempo. Doug descobre que o cientista desenvolveu uma técnica para criar clones humanos e aceita se submeter a experiência. É criado o Doug "número 2", que imediatamente assume as tarefas profissionais do Doug original, que passa a cuidar da casa e dos filhos enquanto a esposa aceita um convite para trabalhar. Mas Doug não dá conta das tarefas domésticas então acaba criando uma nova cópia, Doug "número 3", para ajudá-lo nisso. Mas ele não percebe que as cópias também estão com problemas e que uma delas, o Doug "número 2", cria sua própria cópia, o Doug "número 4", que, por ser um clone de um clone, é bem imperfeito com aparente "retardo mental". A esposa percebe os frequentes esquecimentos e mudanças de comportamento do marido e acha que ele sofre de "personalidades múltiplas". E com isso o casamento corre risco de terminar, para desespero dos Dougs.

## Elenco
| Ator               | Personagem                     |
| ------------------ | ------------------------------ |
| Michael Keaton     | Doug Kinney ("Steve")          |
| Michael Keaton     | Doug Kinney número 2 ("Lance") |
| Michael Keaton     | Doug Kinney número 3 ("Rico")  |
| Michael Keaton     | Doug Kinney numero 4 ("Lenny") |
| Andie MacDowell    | Laura Kinney                   |
| Zack Duhame        | Zack Kinney                    |
| Katie Schlossberg  | Jennifer Kinney                |
| Harris Yulin       | Dr. Leeds                      |
| Richard Masur      | Del King                       |
| Eugene Levy        | Vic                            |
| Ann Cusack         | Noreen                         |
| John de Lancie     | Ted                            |
| Judith Kahan       | Franny                         |
| Brian Doyle-Murray | Walt                           |
| Obba Babatundé     | Paul                           |
| Julie Bowen        | Robin                          |
| Dawn Maxey         | Beth                           |
| Kari Coleman       | Patti                          |

## Recepção

### Bilheteria
O filme foi lançado em 17 de julho e ficou em 7º lugar nas bilheterias naquele fim de semana. O filme não foi um sucesso nas bilheterias, com um total de US$21,075,014 a menos da metade do orçamento de US$45 milhões. Os Jogos Olímpicos de Verão de 1996 foram responsabilizados pelo fraco fim de semana de abertura, e o filme Independence Day manteve a posição número um. John Krier, chefe de Relações com Expositores, discordou de que as Olimpíadas eram as culpadas, dizendo que a competição com outros filmes era a causa, uma vez que as receitas totais eram as mesmas do ano anterior. Multiplicity estava competindo pelo mesmo público que The Nutty Professor.

### Resposta crítica
Multiplicity recebeu críticas mistas dos críticos de cinema. No Rotten Tomatoes, ele tem uma classificação de aprovação de 43% com base em 46 avaliações, com uma classificação média de 5.5/10. O público pesquisado pelo CinemaScore atribuiu ao filme uma nota B na escala de A a F. Roger Ebert do Chicago Sun Times deu ao filme 2,5 estrelas de 4.

### Mídia doméstica
O filme foi lançado em DVD em 15 de abril de 1998, logo após a estreia do formato; o lançamento da Columbia/Tri-Star foi um lançamento em disco único, com a capacidade de assistir ao filme em tela widescreen ou em tela cheia, mas sem nenhum material bônus. Desde então, uma nova versão da Columbia/Sony a substituiu, oferecendo apenas o formato Pan e scan (proporção de aspecto de 1,33). O suporte widescreen está disponível nas edições de Região 2 do filme.
Multiplicity foi lançado em widescreen em DVD pela Umbrella Entertainment em maio de 2012. O DVD é compatível com o código de região 4 e inclui recursos especiais, como o trailer e biografias da equipe.